# Берёзовская (Вологодская область)
Берёзовская — деревня в Верховажском районе Вологодской области.
Входит в состав Нижне-Важского сельского поселения (до 2015 года входила в Терменгское сельское поселение), с точки зрения административно-территориального деления — в Терменгский сельсовет.
Расстояние по автодороге до районного центра Верховажья — 32,7 км, до деревни Куколовской — 24 км. Ближайшие населённые пункты — Трутневская, Папинская, Концевская.
По данным переписи в 2002 году постоянного населения не было.